# Ginkakuji
Ginkaku-ji (銀閣寺 Ginkaku-ji), tức Ngân Các Tự (chùa Gác Bạc) là một thiền viện thuộc phường Sakyo, Kyoto, Nhật Bản. Tuy dân chúng quen gọi đây là Ngân Các Tự nhưng đúng ra chùa mang tên là Jishō-ji (慈照寺 Jishō-ji), tức Từ Chiếu Tự. Chùa thuộc môn phái Shokoku-ji của thiền phái Rinzai. Công trình kiến trúc này tiêu biểu cho thời kỳ Muromachi.

## Lịch sử
Shogun Ashikaga Yoshimasa là người sai vẽ sơ đồ xây cất cơ sở này làm tư dinh từ năm 1460 với ý định làm nơi an dưỡng tuổi già, Khi Chiến tranh Ōnin nổ ra thì việc xây cất bị đình trệ. Shogun Yoshimasa muốn dùng bạc lá dát lên vách nhưng kế hoạch đó trì hoãn mãi rồi cuối cùng khi Yoshimasa mất vẫn không được thực hiện. Hình dạng vách bằng gỗ để mộc, hoàn toàn không tô phết (kiểu "wabi-sabi" theo mỹ quan Nhật Bản) là y như cảnh quan Yoshimasa đã thấy trước khi nhắm mắt.
Khi còn sinh thời, Shogun Ashikaga Yoshimasa đã rút về đây trong khi nội chiến Onin cấu xé đất nước và cả kinh thành Kyoto ngụt lửa. Cảnh trí vườn tược, đình quán xây dựng ở Ngân Các Tự phát sinh phong trào khai phóng nghệ thuật theo phong cách mới với tên Higashiyama Bunka (Đông Sơn Văn hóa).
Năm 1485 Yoshimasa bỏ ngôi Shogun mà đi tu rồi mất vào đầu năm 1490 (nhằm ngày 7 tháng Giêng âm lịch, niên hiệu Entoku 延徳 Diên Đức thứ nhì). Tư dinh Ngân Các được đổi làm chùa thờ Phật, lấy tên là Jishō-ji (Từ Chiếu Tự) theo pháp danh của Yoshimasa.

## Kiến trúc
Tòa gác hai tầng Kannon-den (観音殿 Quán Âm Điện) là công trình chính trong chùa, khởi xây vào đầu năm 1482 (ngày 4 tháng 2 âm lịch niên hiệu Bummei 文明 thứ 14). Thiết kế tòa nhà phỏng theo Kim Các Tự của Ashikaga Yoshimitsu. Tương truyền chùa có tên là Ngân Các Tự vì ý định nguyên thủy là dát bạc lá lên vách gác nhưng danh hiệu thông dụng này chỉ có từ thời kỳ Edo (1600–1868), gần 200 năm sau khi thành lập chùa.

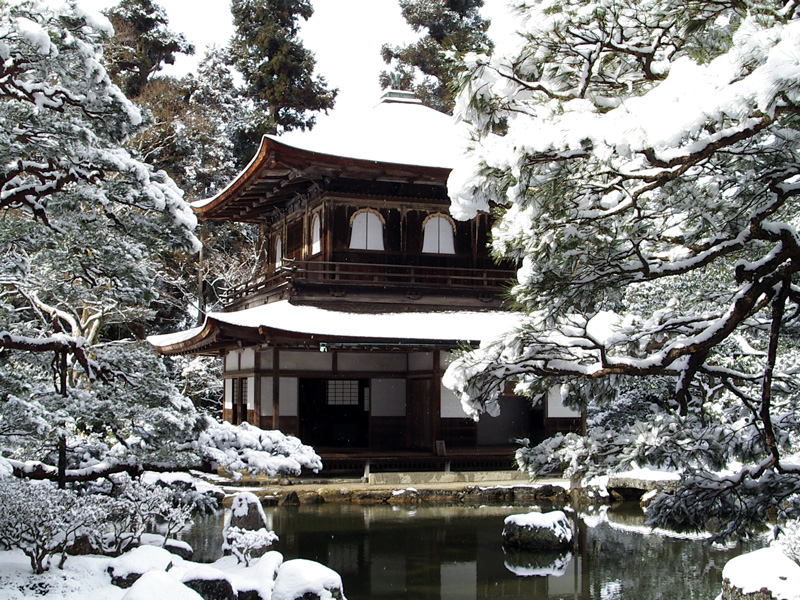
Tiết Đông
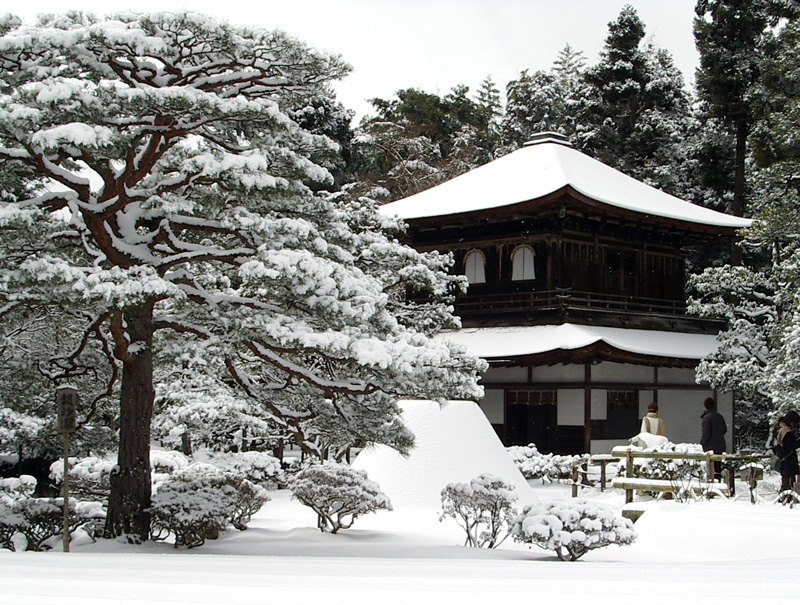
Cảnh mùa đông
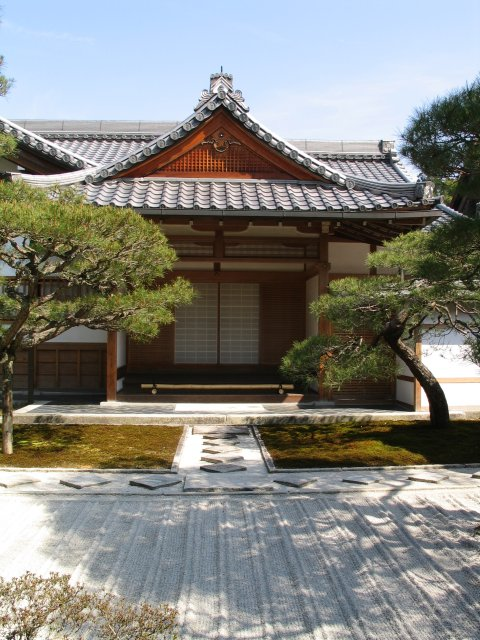
Ngân Các
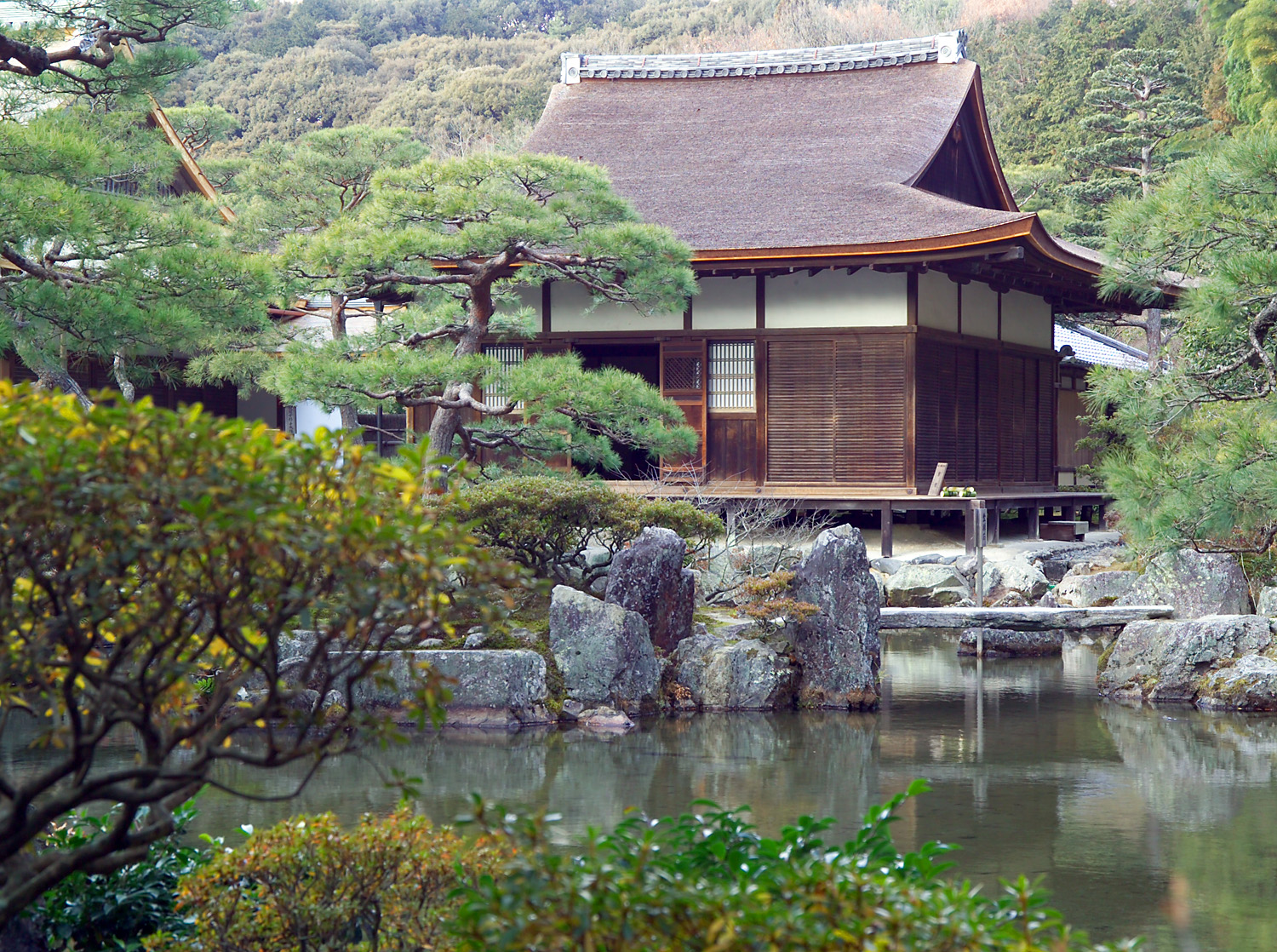
Tōgudō (1486), Quốc bảo ở chùa Ngân Các
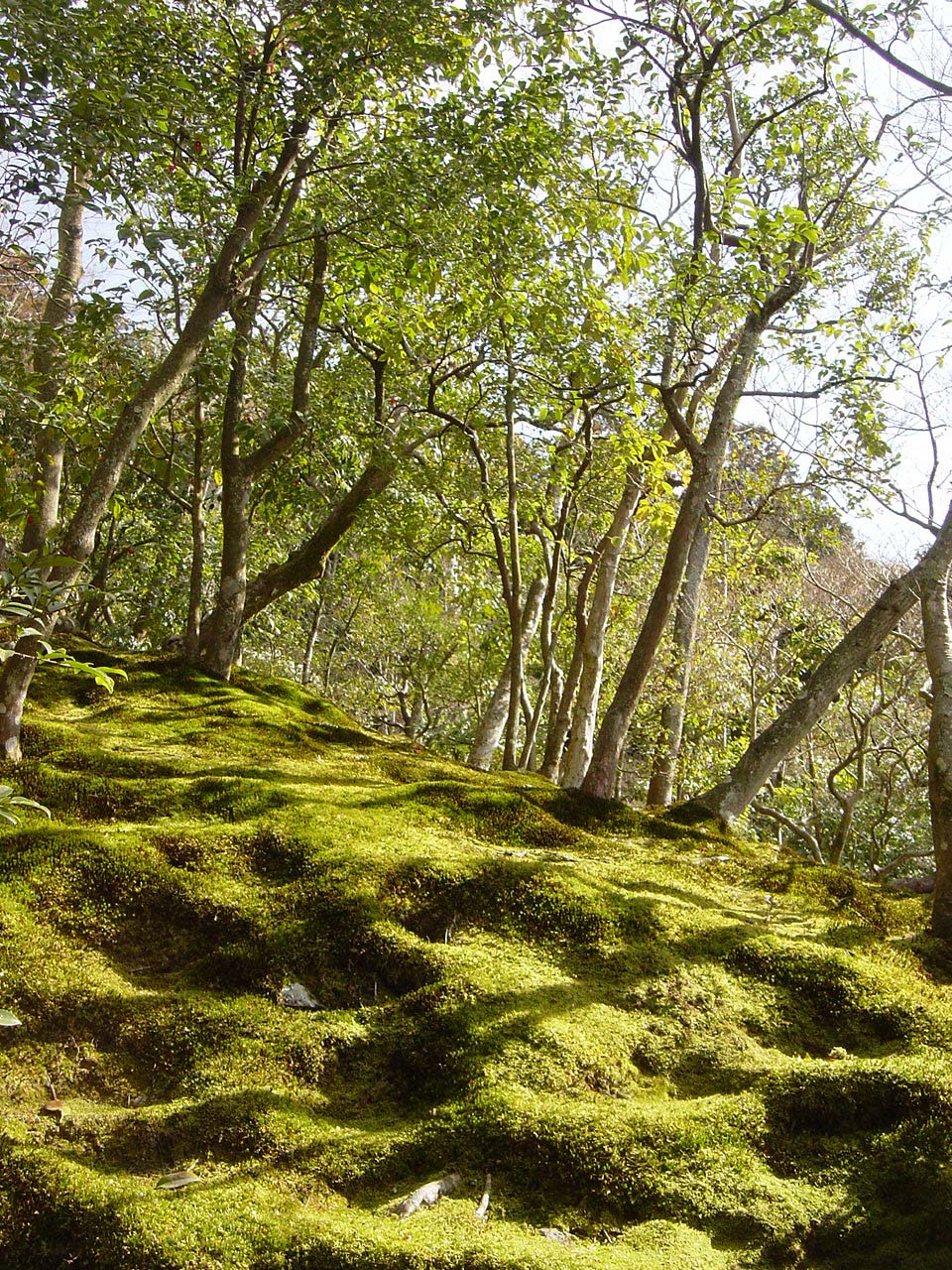
Vườn cảnh sân chùa
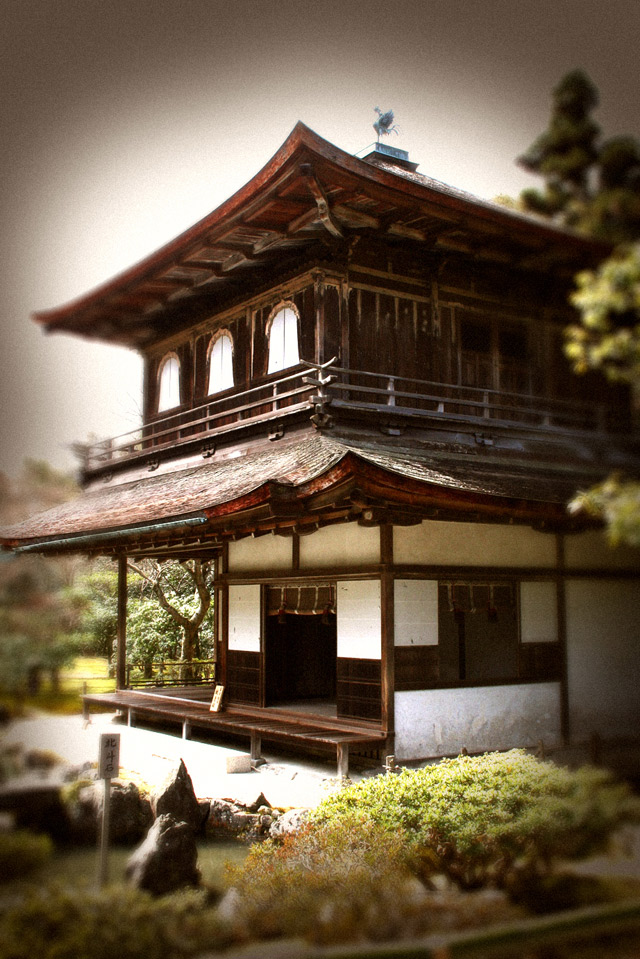
Tiết Xuân
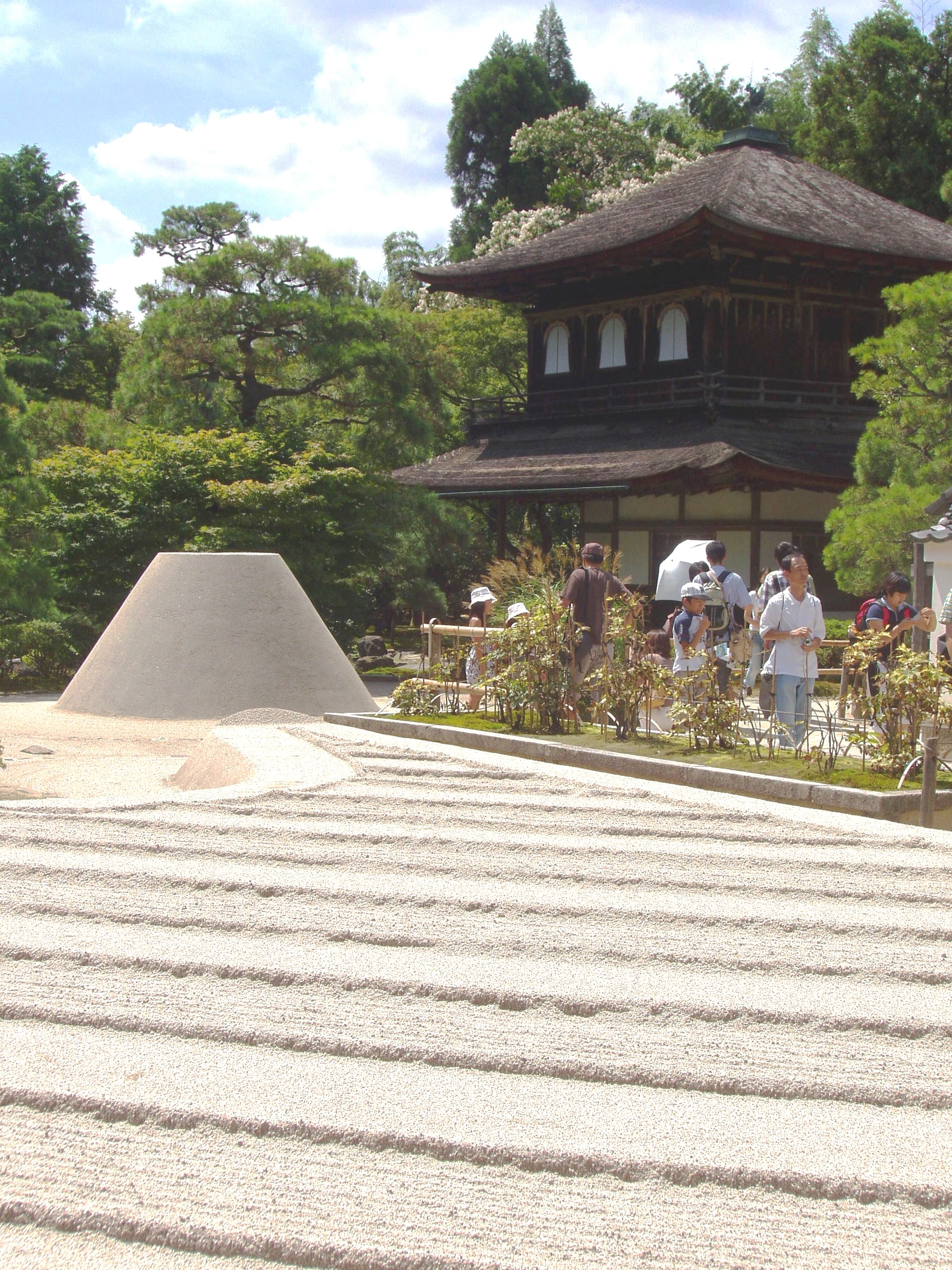
Vườn cảnh rải cát
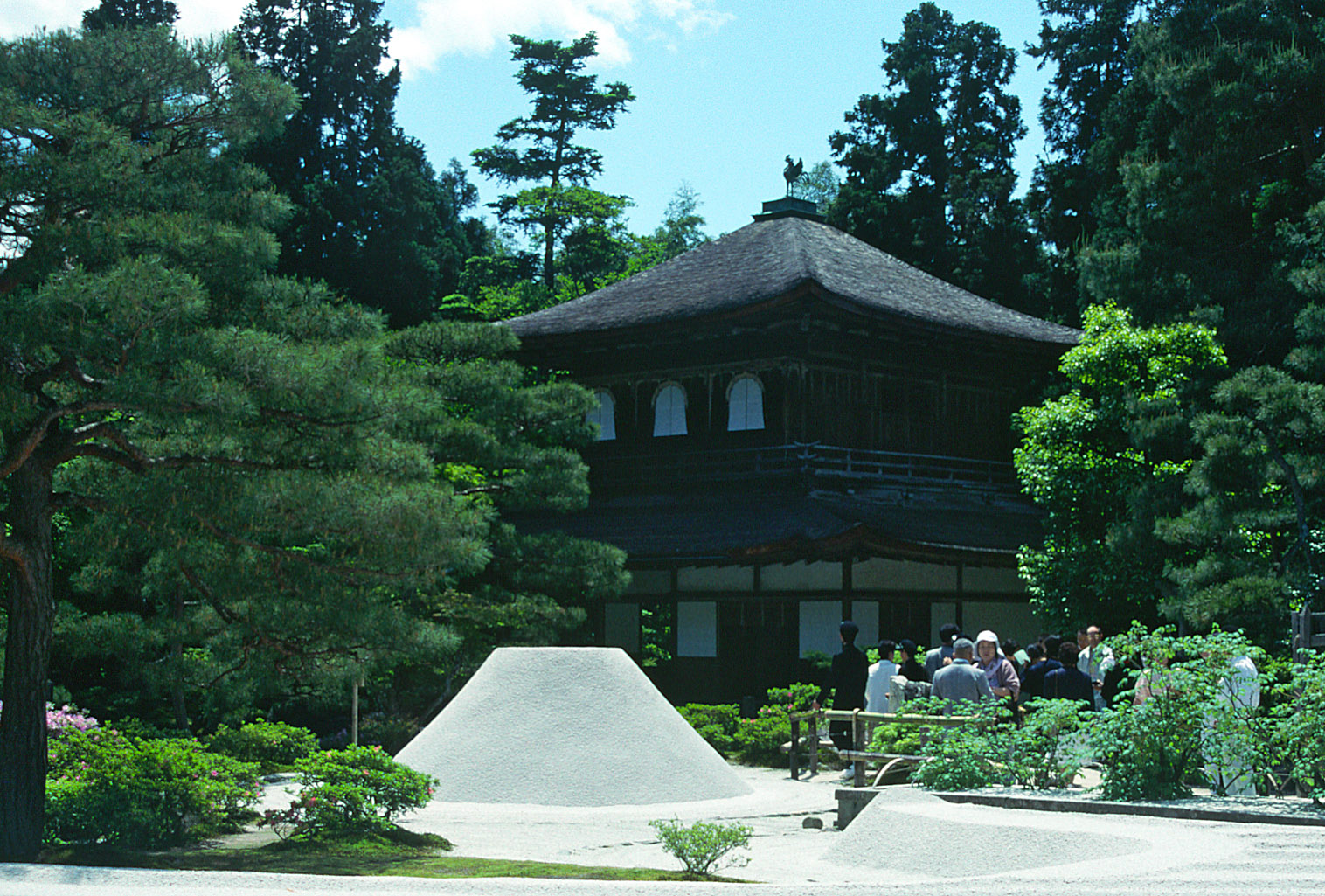
Vườn cảnh đá sỏi